# Leppin & Masche
Die in Berlin ansässige Firma Leppin & Masche bestand von 1869 bis 1939 und hatte sich auf die Entwicklung und Fertigung wissenschaftlicher Instrumente insbesondere für die Fachbereiche Chemie und Physik spezialisiert.

## Historie
Das Unternehmen wurde von den beiden Kaufleuten Christian Wilhelm Otto Leppin und August Friedrich Masche gegründet und am 2. Januar 1869 als Leppin & Masche, Handel mit chemisch-pharmazeutischen Gerätschaften ins Berliner Handelsregister eingetragen. Der erste Firmensitz lag in der Brüderstraße 13 auf der Spreeinsel. Anfangs agierte das Unternehmen als Berliner Generalvertretung des Thaler Eisenhüttenwerkes in der preußischen Provinz Sachsen. Im Jahr 1876 – der Betrieb war mittlerweile schon über die Grenzen Preußens hinaus für die Produktion physikalischer und chemischer Apparate bekannt – erfolgte der Umzug in das Hinterhaus der Adresse Engelufer 17 in der Luisenstadt.
Otto Leppin sen. Söhne Otto (jun.) und Max stiegen nach Abschluss ihrer jeweiligen Ingenieursausbildungen in die Leitung der Firma ein, die 1902 erstmals Produktkataloge unter dem Titel Berichte über Apparate und Anlagen publizierte. Das Unternehmen selbst wurde zeitweise als „Feinmechanische Werkstatt“, „Fabrikation physikalischer Apparate und chemischer Geräthschaften“ oder „Fabrik wissenschaftlicher Instrumente“ bezeichnet. Zum Kundenkreis zählten unter anderem Schulen und Universitäten im In- und Ausland, die eigens entwickelten Demonstrationsapparaturen für den Unterricht bestellten. Die Produkte erfuhren eine äußerst positive Resonanz, was sich unter anderem an mehreren Preisen und Goldmedaillen zeigt, die Leppin & Masche ab Ende des 19. Jahrhunderts auf internationalen Ausstellungen gewinnen konnte.
Im Jahr 1914 begann Otto Leppin jun. seine militärische Laufbahn; später arbeitete er auch als Abteilungsleiter im Auswärtigen Amt. An seiner statt übernahmen seine Ehefrau Lina, sein Bruder Max und dessen Ehefrau Magda die Geschäftsführung. Der Gründer Otto Leppin sen. starb 1918 im Alter von 76 Jahren und 1926 starb auch Max Leppin, woraufhin Otto Leppin jun. in den Familienbetrieb zurückkehrte. Die Firmengeschichte endete schließlich 1939 nach dem Tod von Otto Leppin jun. im Konkurs, woraufhin die Reste des Unternehmens vom Berliner Apotheker Goerner aufgekauft wurden.

## Auszeichnungen
- 1897: Goldmedaille auf einer Ausstellung in Sydney
- 1904: Grand Prix auf der Weltausstellung in St. Louis (die Präsentation der Apparate erfolgte auf ausdrücklichen Wunsch des Preußischen Kultusministeriums)
- 1904: Goldmedaille auf einer Ausstellung in Athen
- 1910: Grand Prix auf der Weltausstellung in Brüssel
- 1925: Goldmedaille auf einer Ausstellung in Florenz